# Johann Christoph Altnickol
Johann Christoph Altnickol (1 de gener de 1720 – Naumburg, 25 de juliol de 1759) fou un músic alemany. Fou deixeble d'en Johann Sebastian Bach, i es casà amb la seva filla Isabel. Fou organista de Naumburg i autor de diverses composicions composicions per a piano i orgue.